# Baeckea brevifolia
Baeckea brevifolia là một loài thực vật có hoa trong Họ Đào kim nương. Loài này được (Rudge) DC. mô tả khoa học đầu tiên năm 1828.